# Архагат (епістат Лівії)
Архагат (дав.-гр. Ἀρχάγαθος) — син правителя Сіракуз Агафокла і родички Птолемея I Феоксени. Будучи при смерті, Агафокл відправив дружину і маленьких дітей, включаючи Архагата, до Єгипту. На новому місці їх прийняли до свого двору Птолемеї. При Птолемеї II Архагат обіймав посаду епістата Лівії. Був одружений зі Стратонікою, яка, можливо, була дочкою діадоха Деметрія I Поліоркета.

## Походження та ранні роки
Відомості про Архагата мають ймовірний характер, оскільки базуються на зіставленні даних з різних джерел. Антикознавець Роджер Багналл пов'язав інформацію з праць давньоримського історика III століття н. е. Юстина і посвячення теменосу Серапіса та Ісіди в Александрії, де вказані якийсь епістат Лівії Архагат і його дружина Стратоніка. Згідно з версією Р. Багналла Архагат народився на Сицилії в родині басилевса Сіракуз Агафокла і його третьої дружини Феоксени. Якщо батько Архагата мав просте походження і домігся свого положення сам, то мати Феоксена була родичкою єгипетського правителя Птолемея. Їх шлюб носив династичний характер. За однією з версій, Феоксена була дочкою Береніки і воєначальника армії Александра Македонського Філіпп. Після смерті свого чоловіка Береніка переїхала до Єгипту. Там вона вийшла заміж за Птолемея I. Таким чином Феоксена стала падчеркою фараона і єгипетською принцесою. Рідним братом Феоксени був Магас, який правив у Киренаїці в 276—250 роках до н. е., зведеним — басилевс Птолемей II Філадельф (285—246 роки до н. е.), яким Архагат відповідно доводився близьким родичем.
Феоксену видали заміж за Агафокла близько 300 року до н. е. Відповідно, Архагат народився між 300 і 289 роками до н. е.
Про ранні роки Архагата нічого не відомо. У 289 році до н. е. Агафокл опинився при смерті. Згідно давньоримському історику III століття н. е. Юстину, як тільки Агафокл захворів, ймовірні престолонаступники, не чекаючи його смерті, почали між собою військові дії. Син від третього шлюбу на той момент був занадто малим, щоб у такій ситуації претендувати на престол. Старий і хворий басилевс усвідомлював, що хто б з його родичів не переміг — старший онук Архагат або син від другого шлюбу Агафокл, Феоксена з дітьми будуть вбиті. Тому він відправив їх до родичів у Єгипет, де на той момент продовжував правити Птолемей I Сотер. Агафокл передав їм гроші, рабів, а також царські скарби.
Юстин описує зворушливу сцену прощання Агафокла з дружиною і дітьми: «Дружина Агафокла довго просила, щоб її не розлучали з хворим, побоюючись, як би люди не засудили її нарівні з онуком-отцеубийцей, не звинувачували її в тому, що, покинувши хворого чоловіка, вона поступила так само жорстоко, як онук, виступивши проти діда. Адже вона, вийшовши заміж, обіцяла розділяти з чоловіком не тільки одну щасливу долю, але і будь-яку іншу; вона охоче піддасть небезпеці своє життя заради того, щоб прийняти останній подих свого чоловіка; якщо вона поїде, то ніхто не замінить її при обряді поховання не зробить його з належним благоговінням. Крихітки голосно плакали, прощаючись з батьком і, обнявши його, ніяк не могли від неї відірватися; дружина теж обсипала його поцілунками, більше не сподіваючись побачити його; не менш тяжко було бачити сльози самого [вмираючого] старого. Сім'я оплакувала вмираючого батька, а він — дітей-вигнанців. Вони говорили про те, що після їх від'їзду батько, хворий старий, залишається зовсім самотнім, а він про те, що їх, вихованих в надії на царське положення, він прирікає на злидні. Весь палац оголошували звуками ридань тих, хто був свідком цієї тяжкої розлуки».
Роджер Багналл припустив, що зазначений в написи Архагат є сином сицилійського басилевса Агафокла від Феоксени так як:
- ім'я Архагат більш характерне для Сицилії. В родині Агафокла Архагатів було як мінімум два;
- дата створення напису відповідає тому часу, коли син Агафокла від Феоксени став дорослим;
- характер напису свідчить про те, що Архагат займав в Єгипті високе становище.

Британський антикознавець Пітер Фрейзер порахував дані аргументи ефемерними («wholly in the air») і недостатніми для ототожнення дитини Агафокла, яку відправили до Єгипту і Архагата, який обіймав посаду епістата в Лівії.

## Життя в Єгипті
Про життя Архагата в Єгипті антикознавці роблять висновки з даних епіграфіки. У Греко-римському музеїАлександрії зберігається камінь із написом, що в перекладі звучить як «Басилевс Птолемей, син Птолемея і Береніки, врятований Архагат, син Агафокла епістат Лівії і його дружина Стратоніка теменосу Серапіса та Ісіди». На підставі цього тексту Р. Багналл зробив висновки про те, що Феоксена з дітьми досягла Єгипту і була прийнята своїми родичами. Архагат став наближеним до престолу аристократом. Він, хоч і не займав керівних посад, був призначений епістатом західних провінцій елліністичного Єгипту. Звання епістата означало, що Архагата басилевс призначив своїм уповноваженим у провінції по збору податків та контролю за ситуацією.
Щодо дружини Архагата, Стратоникі, існує кілька припущень. Згідно одному з них, посвячення богам від чоловіка і дружини було стандартною практикою того часу, а сама Стратоніка нічим не примітна. З іншого, вона була дочкою правителя Македонії Деметрія I Поліоркета і Деидамии. У такому разі її шлюб з Архагатом носив династичний характер.
Припускають, що його сестрою була аристократка Феоксена, яка прогнівила басилевса Птолемея II Філадельфа і була заслана до Фіваїди.